# Футерфас, Менахем Мендель
Менахем Мендель Футерфас (ивр. מנחם מנדל פוטרפס‎; 22 сентября 1907, СССР — 2 июля 1995, Лондон), известный как Реб Мендл — известный хасид, хабадский Машпиа.

## Биография

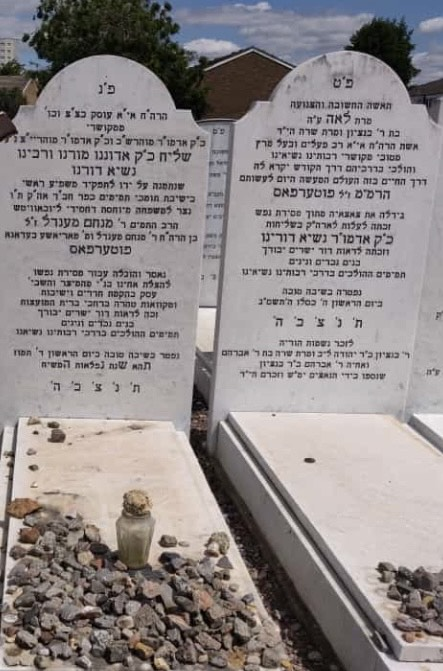
Захоронение раввина М. М. Футерфаса.

Младший брат художника Генделя Либермана (1900—1976). Являлся лучшим учеником знаменитого Машпиа, реб Залмана Мойше Га-Ицхаки. Руководил подпольными еврейскими хедерами в СССР, за что был заключён на 14 лет в сибирский лагерь. В дальнейшем эмигрировал. После отъезда Менахем Мендель Шнеерсон поручил ему служить Машпией в иешиве Томхей Тмимим в Кфар-Хабаде. Одним из его учеников являлся Г. Г. Брановер. Он прибыл туда летом 1973, и проводимые им фарбренгены стали весьма известны. Он умер и похоронен в Лондоне.